# Groupe Dix10
Pour les articles homonymes, voir Dix (homonymie).
 (avril 2021).
 (avril 2021).
DIX10, ou Groupe DIX10, est un duo d'artistes créé par Roma Napoli et J. J. Dow Jones au printemps 1982 à Paris.

## Biographie
Dow Jones et Roma Napoli se rencontrent début 1976, tous deux se trouvent en accord sur bien des points que ce soit l'engagement artistique ou les convictions politiques. D'un côté la pensée libertaire de Mikhaïl Bakounine et Guy Debord, de l'autre le mouvement Dada et les Nouvelles figurations. Au printemps 1982 le duo d'artistes crée le collectif Groupe DIX10.

### Le Premier supermarché d'art 1983

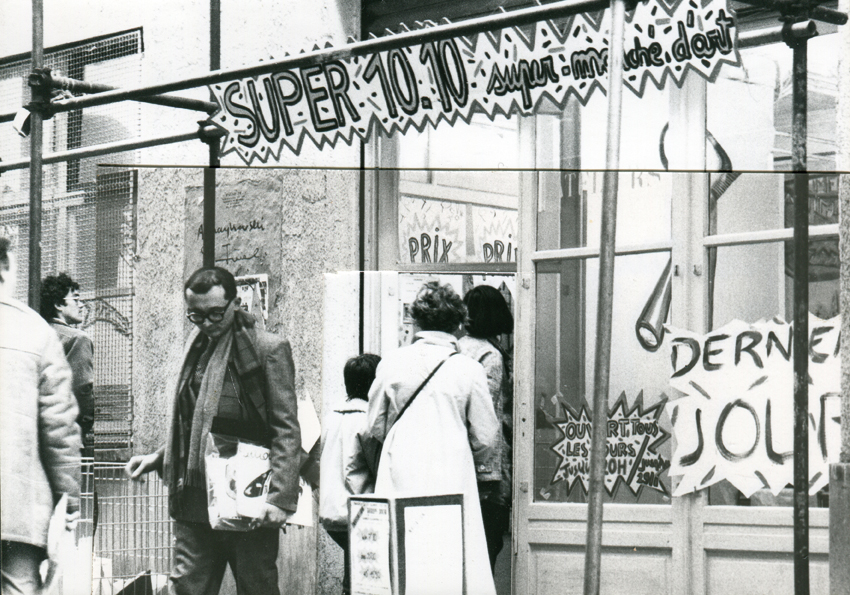
Façade du Premier Supermarché d'Art Dix10. Dernier jour. 1984

Bonobo. Mural Dix10 sur le MUR rue Oberkampf à Paris 11

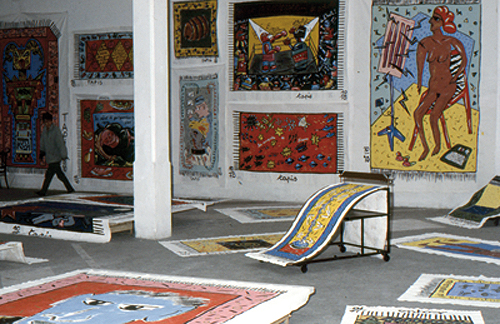
Le Palais du tapis, installation à Milan, 1984

Le projet d'installation Le Premier Supermarché d’art débute à l'été 1982 et est finalisé en début d'année suivante, le jour de l’inauguration de l'exposition. L'installation est montée à l’Atelier-Galerie 74, espace de 300m2 sur deux niveaux, situé au 74 rue de la Verrerie, à deux pas du Centre Georges-Pompidou. La galerie est transformée sur deux étages en véritable libre-service. Les artistes ont réalisés 4.000 peintures sur carton de récupération. Ces œuvres peintes dans un style Wild Pop, représentent des produits de consommation courante. Dès l’entrée, au rez-de-chaussée, des paniers et des chariots de supermarché sont mis à disposition.
Le propos est clairement annoncé comme une continuation amplifiée et radicalisée des positions de Claes Oldenburg lorsqu'en 1961 il proposait le projet Store à New York.

### De 1984 à nos jours
Selon les mêmes critères se succèdent au printemps 1983 des interventions dans l'espace public. Le Muguet du 1er Mai installé sur le parvis du Centre Georges Pompidou puis au marché de Buci, rue de Seine, parmi les revendeurs habituels. Des brins de muguet peints sur carton sont proposés aux passants au prix pratiqué à la sauvette. Ces peintures sont placées dans une carriole des quatre-saisons bricolée autour d’une table pliante.
Cette intervention est suivie des Galeries automatiques, distributeurs de friandises détournés de leur fonction initiale. Ceux-ci sont installées à Paris dans des cafés et bars de nuit, cinémas, théâtres, salles de concert, écoles d’art, galeries, pendant huit semaines. Sur les six mille peintures proposées, trois mille peintures sont emportées sans intermédiaires. Ces automates sont remis mainte fois en situation pour des expositions comme Les couleurs de l'argent au Musée de la Poste en 1991, le MégaGigaMegaSuperMarket proposé par Emmanuel de Brantes de la galerie Studio 55, à l'Espace Cardin.
Les années 1980 et 1990 sont les décennies nomades du groupe. De Paris à Nice, de Milan à Berlin, de Londres à New York, du Caire à Marseille, Roma Napoli et Dow Jones montent leurs ateliers éphémères et créent un grand nombre d'installation/expositions en résonance avec les contextes du moment[réf. nécessaire].
En 2002, ils se joignent au collectif Une nuit avec les artistes Tom Tom, Jean Faucheur, Larrivaz, Paella Chimicos, Ox, Speedy Graphito.
Depuis l'an 2000 leur production émane de leur atelier de Montreuil sous Bois et leurs récentes expositions ont été présentées à Paris ; Rêves de magie à la galerie Frédérique Roulette en 2019,, Planète Bivouac à la galerie Lithium en 2019 et en 2021, Connexion directe à la galerie Stéphane Mortier.

## Expositions, évènements et réalisations publiques
2022
- Nous vos chapeaux, Galerie Stephane Mortier, Paris (6 octobre - 30 octobre 2022)[8]

2021
- Connecté, exposition solo, galerie Stéphane Mortier, Paris (octobre 2021)[9]

2019
- Planète Bivouac, Galerie Lithium, Paris (27 septembre - 12 octobre 2019)
- Caméléon coloré, fresque, Biennale d'Art Contemporain de Sologne, rue du 11 Novembre 1918, Salbris (juillet 2019)[10]
- Rêves de Magie, Galerie Frédéric Roulette, Paris (12 mars - 3 mai 2019)[7],[6]

2014
- Asphalte-Jungle, exposition solo, galerie Lara Vincy, Paris (6 février - 15 mars 2014)[11]

2013
- Le MUR Oberkampf à Paris (décembre 2013)[12],[13]

2012
- Mobilier d’architectes, Galerie Mandalian Paillard, Paris (2012)

2011
- Pleine Lune, La Plomberie, Épinal (2011)[14]
- A la Crêpe Suzette, Cermodern, Musée d’art moderne, Ankara (Turquie) (2011)[14]

2010
- Dispersion, Galerie Les Singuliers, Paris (2010)
- MégaGigaMegaSuperMarket, Studio 24, Chez Pierre Cardin, Paris (2010)

2009
- Art Stock Action, exposition solo, Galerie Area La réserve, Paris (juillet 2009)[15]

2008
- Vive l’art urbain, Galerie UNI VER, Paris (2008) sur invitation du groupe VLP

2007
- Mascarade, Galerie Les Singuliers, Paris (24 mai - 30 juin 2007)[16],[17]

2006
- Aux arts citoyens, exposition collective, Espace des blancs Manteaux, Paris (12 avril - 22 avril 2006)[18]

2004
- A3 Art, Salon des arts Saint Sulpice, Paris

2002
- Les dix ans de la Lune, La Lune en parachute, Paris

2000
- Les 100 sourires de Mona, Metropolitan Museum, Tokyo (Japon)

1999
- Épreuves d'artistes, Galerie Les Singuliers, Paris
- Mémoire vive, Galerie Arkos, Clermont-Ferrand
- Made in Kosovo, Les Frigos, Paris

1998
- Le bal jaune, Espace Ricard, Paris

1997
- Dessous dessus, Espace Eléonore Dubrule, Paris
- Dix 10 building hors murs, Le carré, Paris

1995
- Picnic, Central London Park, Londres (1995)

1994
- Galeries automatiques, Rencontres culturelles européennes, Lausanne (Suisse) (1994)[19]

1993
- L'univers du rideau Galerie la lune en parachute, Épinal (1993)

1992
- Interdit d’interdire, Espace Graslin, Nantes (1992)

1991
- Les couleurs de l’argent, Musée de la poste, Paris (1991)[20]
- Paris Jambons, Lampions, Galerie Peintures Peinture, Paris (1991)

1990
- Curiosités, exposition solo, galerie Lara Vincy, Paris (1990)[11]

1989
- Enseignes (1989), exposition solo, galerie Lara Vincy, Paris (1989)[11]

1988
- Coffres-Forts & Co, exposition solo, galerie Lara Vincy, Paris (1988)[11]

1987
- La boutique du musée, exposition solo, galerie Lara Vincy, Paris (1987)[11]

1986
- The first East-village shopping Mall, exposition solo, Zeus-trabia Gallery, New York (États-Unis)
- Lithos de Buren, exposition solo, Espace Lidwij Edelkoort, Paris (1986)[21]

1985
- Souvenirs de Paris, exposition solo, galerie Lara Vincy, Paris (1985)[11]

1984
- Le palais du tapis, exposition solo, Galerie Fac-simile, Milan (Italie) (1984)[22]
- Encore des tapis, exposition solo, Galerie V.S.V. Turin (Italie) (1984)[22]
- Sex Shop, exposition solo, Galerie Aufbau-Abbau, Berlin (Allemagne) (1984)[22]
- Le paradis des jouets, exposition solo, galerie Lara Vincy, Paris (1984)[11], des jouets peints sur plexiglas vendus au prix de l'objet représenté[23]

1983
- Le premier « Supermarché de l'art », Atelier-galerie 74, Paris (janvier 1983)[17],[22]
- Galeries automatiques, 20 lieux publiques, Paris (1983)[19],[22]
- Fleurs d’aujourd’hui, Galerie Le Chanjour, Nice (1983)[19],[22]